# Thomas Waitz
Thomas Alexander Waitz (født 16. maj 1973 i Wien) er en østrigsk økologisk landmand, skovbruger og politiker for Die Grünen. Han har været bestyrelsesmedlem i De Europæiske Grønne (EGP) siden marts 2017 og har været medlem af Europa-Parlamentet siden november 2017 hvor han overtog pladsen efter Ulrike Lunaceks fratræden. Ved valget til Europa-Parlamentet i 2019 mistede han i første omgang sit mandat, men ved Brexit 31. januar 2020 overtog han et nyt mandat for Østrig. Han blev formand for De Europæiske Grønne sammen med Evelyne Huytebroeck 10. november 2019. Den 5. juni 2022 blev han genvalgt til formand sammen med den franske senator Mélanie Vogel.